# Hoornviooltje
Hoornviooltje (Viola cornuta) is een soort uit de viooltjesfamilie (Violaceae).

## Naamgeving enetymologie
- Synoniemen: Viola rolandii Sennen, Viola cornuta var. parvistipula Lange, Viola cornuta var. micrantha Lange, Viola calcarata var. pyrenaica L., Mnemion cornutum (L.) Spach
- Frans: Pensée cornue, Pensée à cornes, Violette cornue
- Duits: Hornveilchen
- Engels: Horned Pansy

De botanische naam Viola is Latijn voor 'purperen bloem'. De soortaanduiding cornuta is eveneens afkomstig van het Latijnse cornu (hoorn) en betekent zoveel als 'hoorndragend', naar het lange opstaande spoor.

## Determinatie
Hoornviooltje is een overblijvende, kruidachtige plant met tot 30 cm lange, opgerichte bloemstengels, onderaan behaard, de onderste bladeren rond, hogerop ovaal tot hartvormig, met gekartelde bladrand en grote, diep ingesneden en getande steunblaadjes met een driehoekige centrale lob. 
Hoornviooltje bloeit van april tot september. De bloemen zijn relatief groot, langgesteeld en lichtblauw of (minder algemeen) geel of meerkleurig. De kelkbladen zijn lijnlancetvormig. Het spoor is opvallend slank en zeer lang, aan de top versmallend. De stempel is trechtervormig verbreed.

## Ecologie
Hoornviooltje komt vooral voor op kalkrijke, meso-oligotrofe, goed belichte standplaatsen op een ietwat stenige of gruizige bodem in hooggebergten. Haar optimum vindt ze in subalpiene graslanden, waaronder kalkgraslanden.

## Verspreiding
Het natuurlijke verspreidingsgebied van hoornviooltje is klein; het betreft een endemische soort van de Pyreneeën en het Cantabrisch Gebergte. Ze is echter ook plaatselijk door de mens geïntroduceerd in de Alpen, de Vooralpen en de Apennijnen.
... · 
V. arvensis (akkerviooltje) · 
V. ×bavarica (middelst bosviooltje) · 
V. biflora (tweebloemig viooltje) · 
V. calcarata (langsporig viooltje) · 
V. canina (hondsviooltje) · 
V. cornuta (hoornviooltje) · 
V. cryana · 
V. curtisii (duinviooltje) · 
V. epipsila · 
V. guestphalica (violette zinkviooltje) · 
V. hirta (ruig viooltje) · 
V. ircutiana · 
V. kusnezowiana · 
V. lutea · 
V. lutea subsp. calaminaria (zinkviooltje) · 
V. lutea subsp. lutea (geel viooltje) · 
V. lutea subsp. elegans ·
V. mirabilis (wonderviooltje) · 
V. odorata (maarts viooltje) · 
V. palustris (moerasviooltje) · 
V. persicifolia (melkviooltje) · 
V. pubescens · 
V. reichenbachiana (donkersporig bosviooltje) · 
V. riviniana (bleeksporig bosviooltje) · 
V. rupestris (zandviooltje) · 
V. tricolor (driekleurig viooltje) · 
...